# Puig Morató
El Puig Morató és una muntanya de 261 metres que es troba al municipi de Llagostera, a la comarca del Gironès.